# Aleje Jerozolimskie (Varsovie)
Aleje Jerozolimskie est une avenue de l'arrondissement de Śródmieście à Varsovie.

## Histoire
En 1774, le prince August Sułkowski (pl) fait ériger, pour les colons juifs de Mazovie, un petit village appelé Nowa Jerozolima (Nouvelle Jérusalem). En 1808, la route qui mène à Varsovie prend le nom d'Aleja Jerozolimska (au singulier, par opposition au nom polonais moderne, qui est au pluriel).
En 1845, à l'intersection d'Ulica Marszałkowska, la gare de Vienne (pl) est construite selon les plans d'Henryk Marconi. Des maisons de ville de style moderniste commencent à être érigées le long de la rue.
En 1902 près de l'intersection avec Ulica Żelazna (pl), la gare de la ligne de chemin de fer Varsovie–Kalisz (pl) selon les plans de Józef Huss (pl). Son édification, si proche de la gare de Vienne est dû à l’écartement des voies de la ligne Varsovie–Kalisz, supérieurs à celle de la ligne Varsovie-Vienne. Dans les années 1904-1913, un viaduc est construit menant au pont Mikołajewski (aujourd'hui Pont Poniatowski). En 1915, pendant la Première Guerre mondiale, les Russes quittent Varsovie et la gare est détruite. Après la guerre, la ligne Varsovie-Kalisz adopte l'écartement normal des rails. La gare n'étant plus nécessaire, elle n'est pas reconstruite. Dans les années 1921-1932, un tunnel ferroviaire est creusé sous l'avenue, pour rejoindre la gare de Vienne.
Au début du XXe siècle, et surtout après que la Pologne eut recouvré son indépendance en 1918, la rue est prolongée vers l'ouest et l'arrondissement de Wola est finalement intégré à la ville. En 1919, l'avenue prend le nom de Aleje Jerozolimskie. La plupart des maisons situées le long de l'avenue, sont détruites en août 1944, à la suite de l'Insurrection de Varsovie (voir (Massacre de la rue Bracka à Varsovie).
Après la Seconde Guerre mondiale, les autorités communistes font démolir les bâtiments restant et font ériger au nord, le gigantesque palais de la culture et de la science et la nouvelle gare centrale de Varsovie. Au sud, l'Hôtel Polonia Palace occupe le seul bâtiment survivant de l'avant guerre.

## Tracé
Aleje Jerozolimskie commence au pont Poniatowski, traverse ulica Nowy Świat, rond-point Charles de Gaulle, ulica Marszałkowska, rondo Romana Dmowskiego (pl), aleja Jana Pawła II et ulica Żelazną. Après avoir traversé la Plac Artura Zawiszy se dirige au sud-ouest vers les limites administratives de Varsovie.

## Édifices remarquables
- Musée national de Varsovie
- Centrum Bankowo-Finansowe (pl) (Centre bancaire et financier, ancien siège du Parti ouvrier unifié polonais-PZPR)
- Rond-point Charles de Gaulle
- Pomnik Partyzanta (Varsovie) (pl) (monument des partisans)
- Bank Gospodarstwa Krajowego (pl) (Immeuble de la banque Gospodarstwa Krajowego à Varsovie)
- Centralny Dom Towarowy (pl) (Cedet) (grand magasin)
- Rotunda PKO (Immeuble de la banque PKO)
- Borne du kilomètre zéro (pl)
- Tunnel diamétral (pl) (Tunnel de la ligne urbaine Est-Ouest)
- Gare centrale de Varsovie
- Gare Varsovie-Śródmieście
- Ligne urbaine Est-Ouest (pl) et Chemin de fer suburbain (WKP)
- Gare Varsovie-Zachodnia (gare ferroviaire, gare routière et terminus du métro)
- Park Zachodni (pl)
- Atrium Reduta (Varsovie) (pl) (Centre commercial)
- Blue City (Centre commercial)

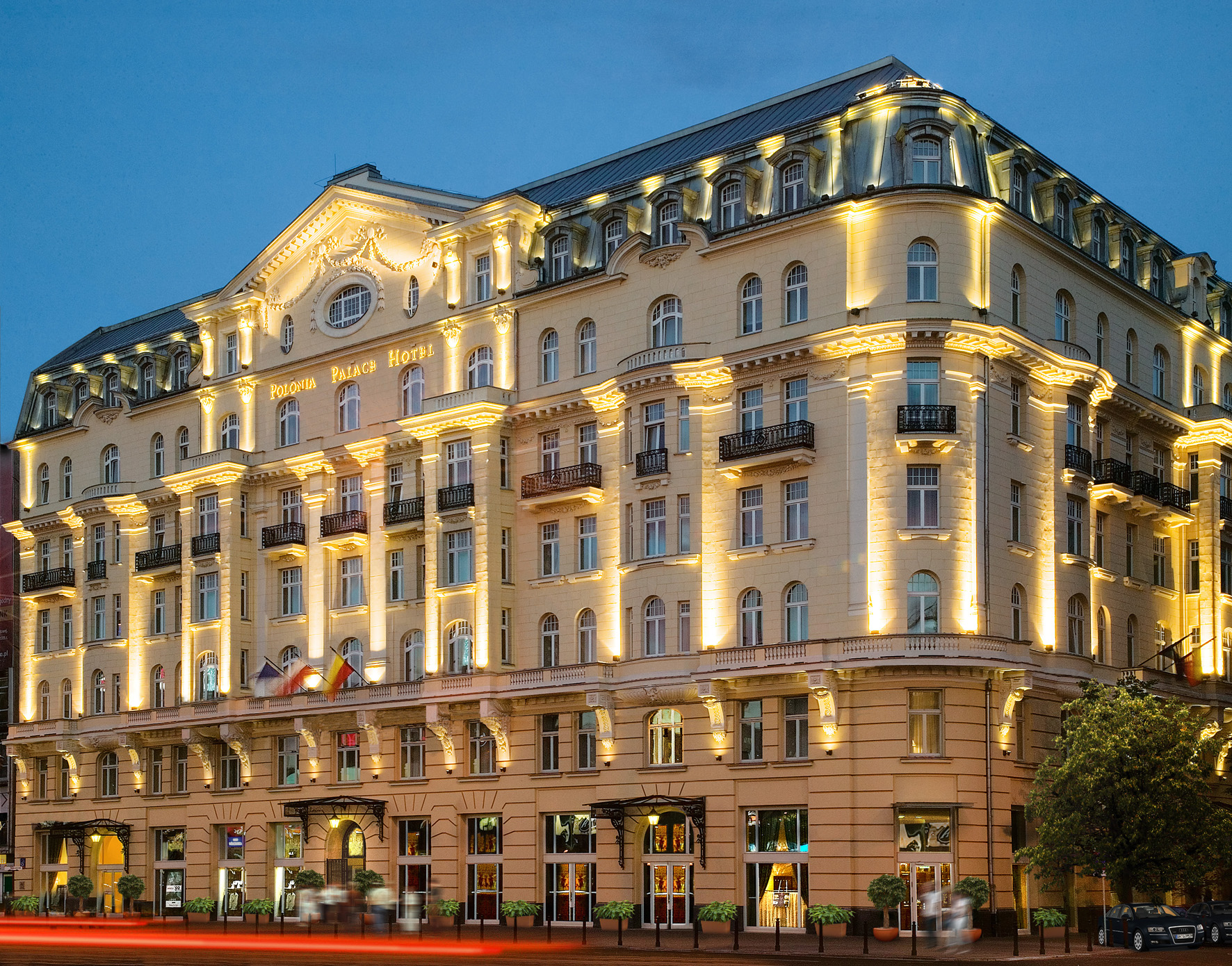
Hôtel Polonia Palace
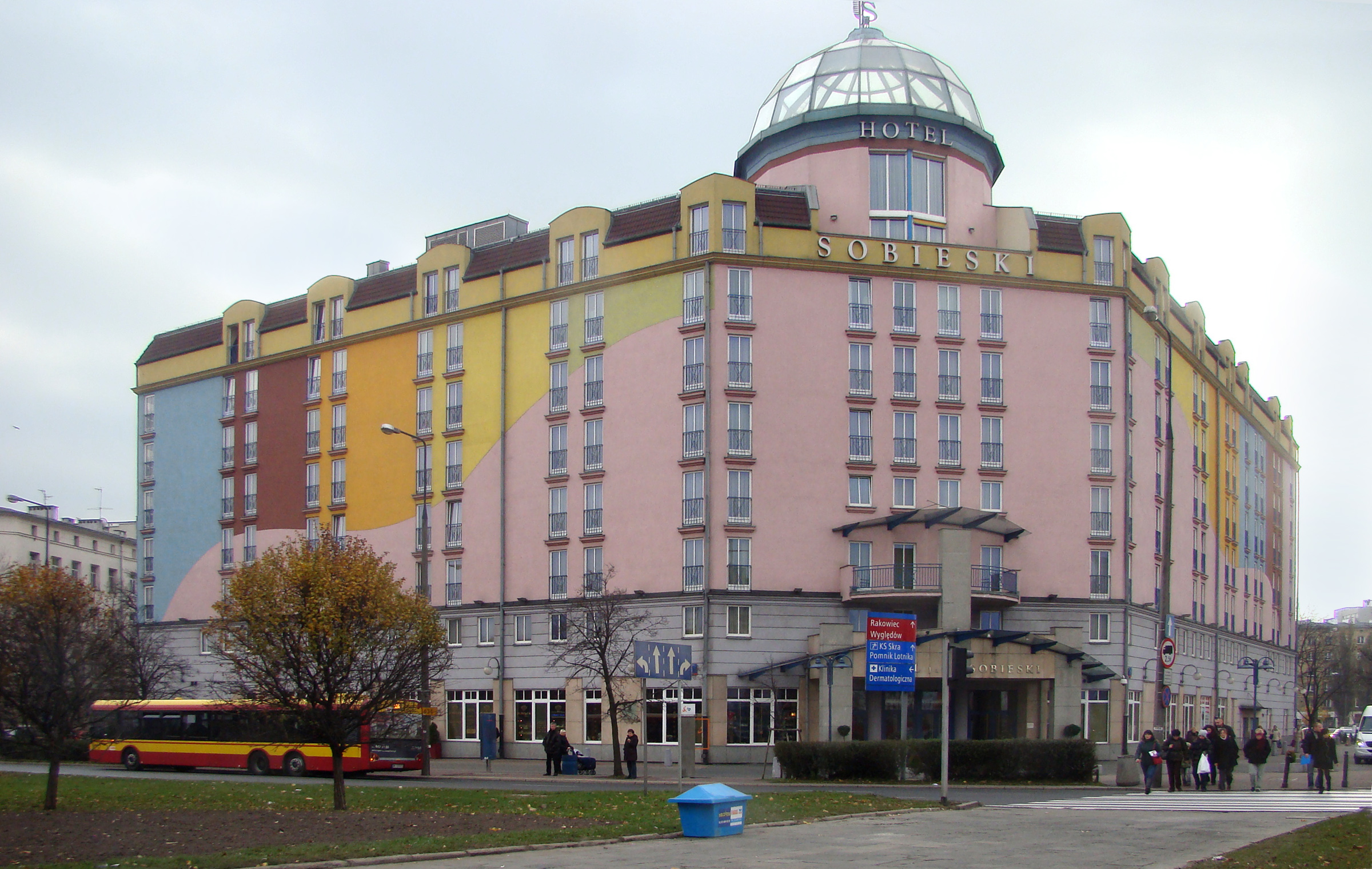
Hôtel Sobieski
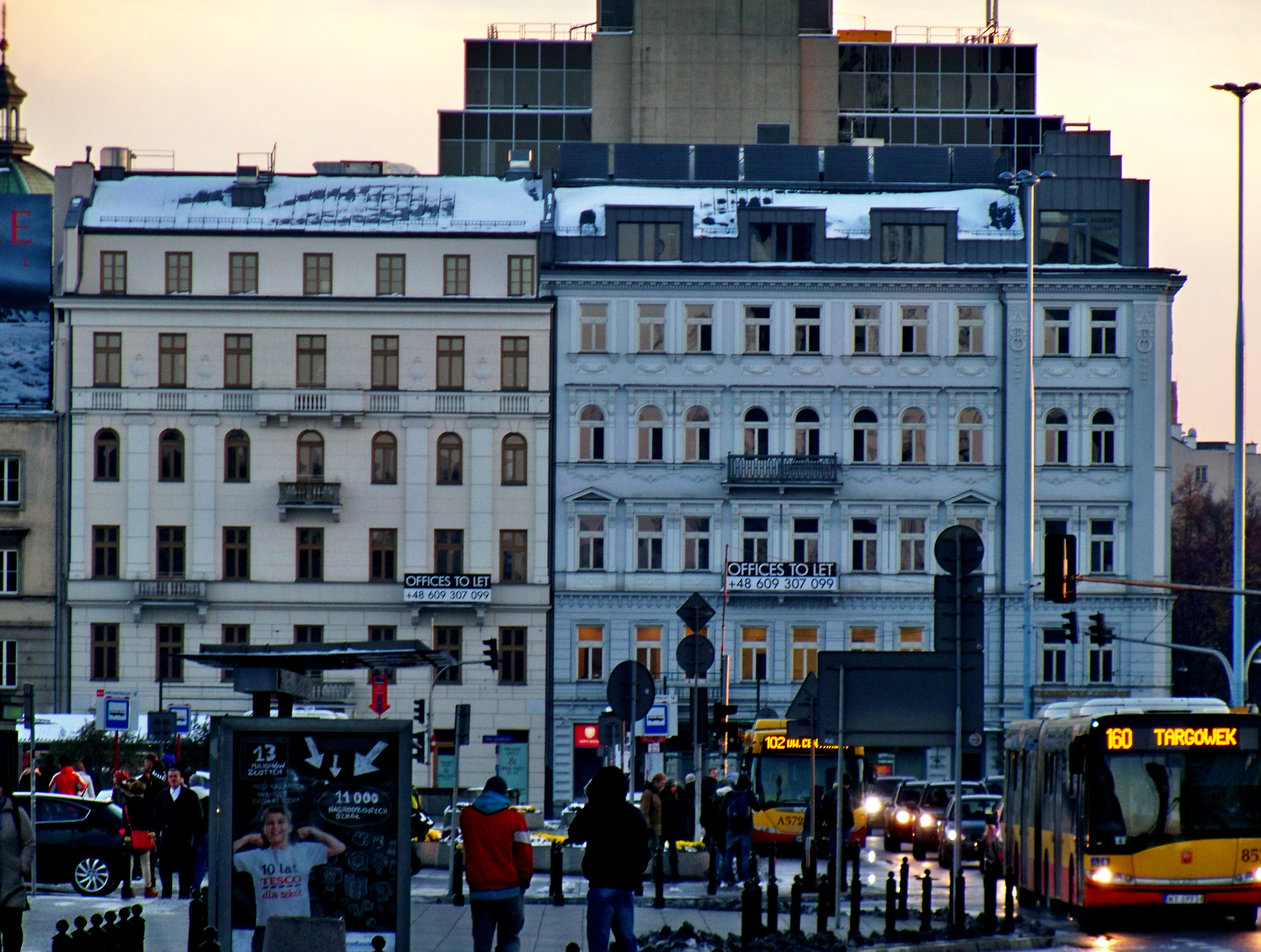
nos 61 et 63, Aleje Jerozolimskie
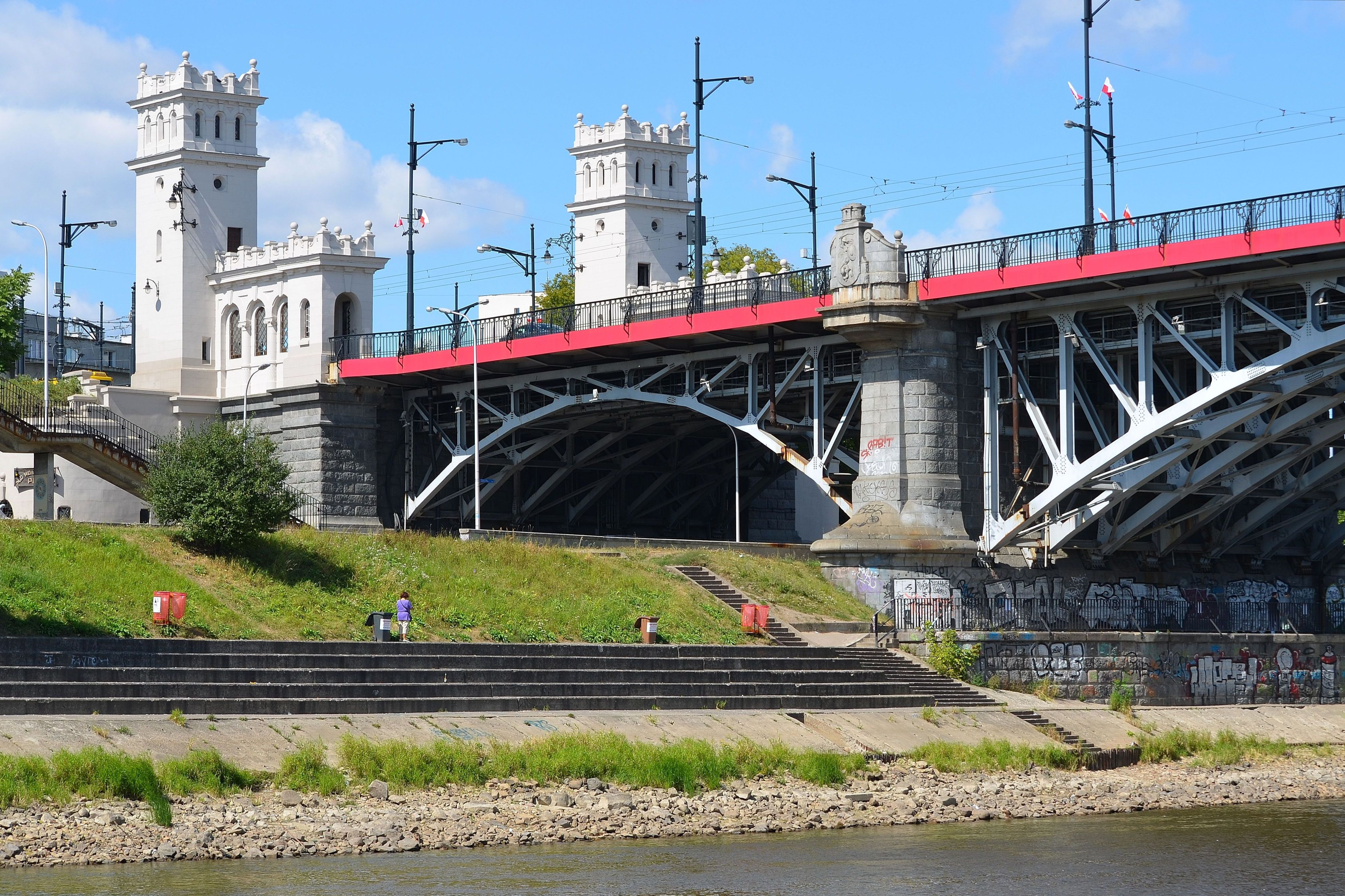
Pont Poniatowski
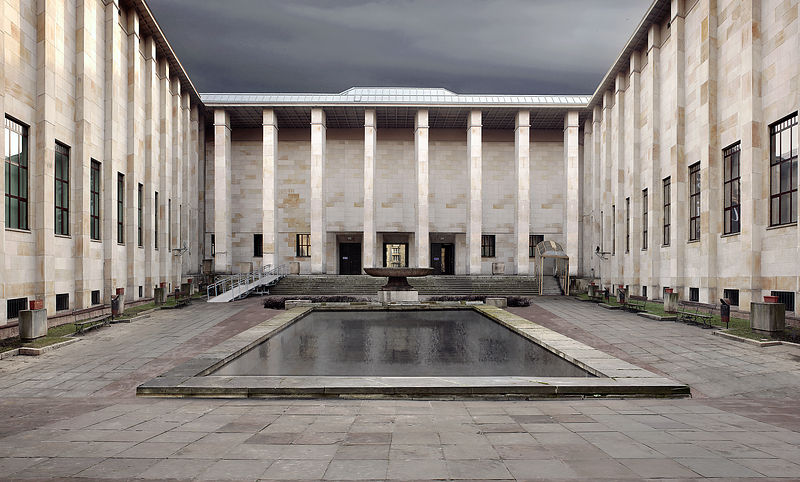
Musée national
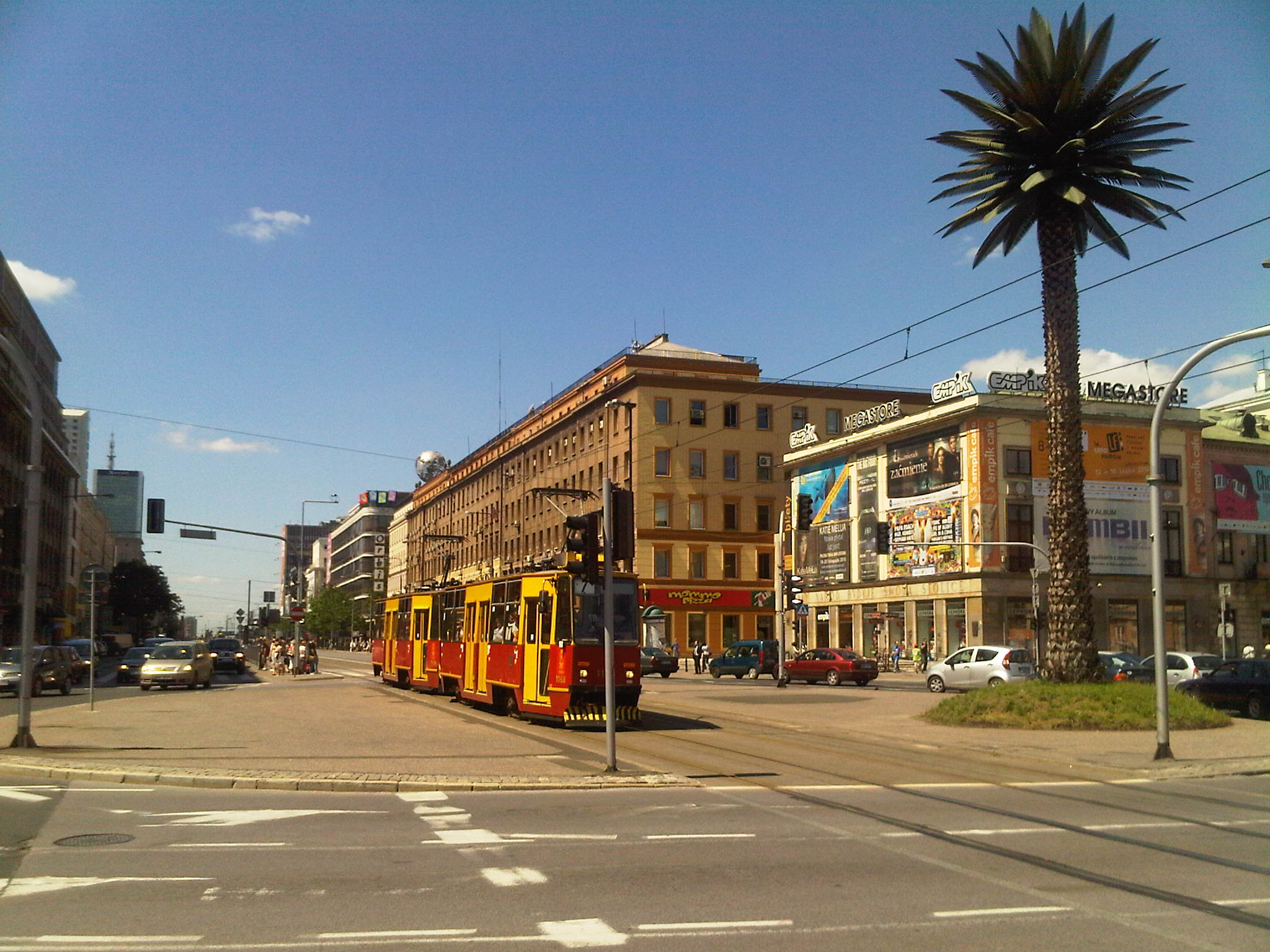
Rond-point Charles de Gaulle
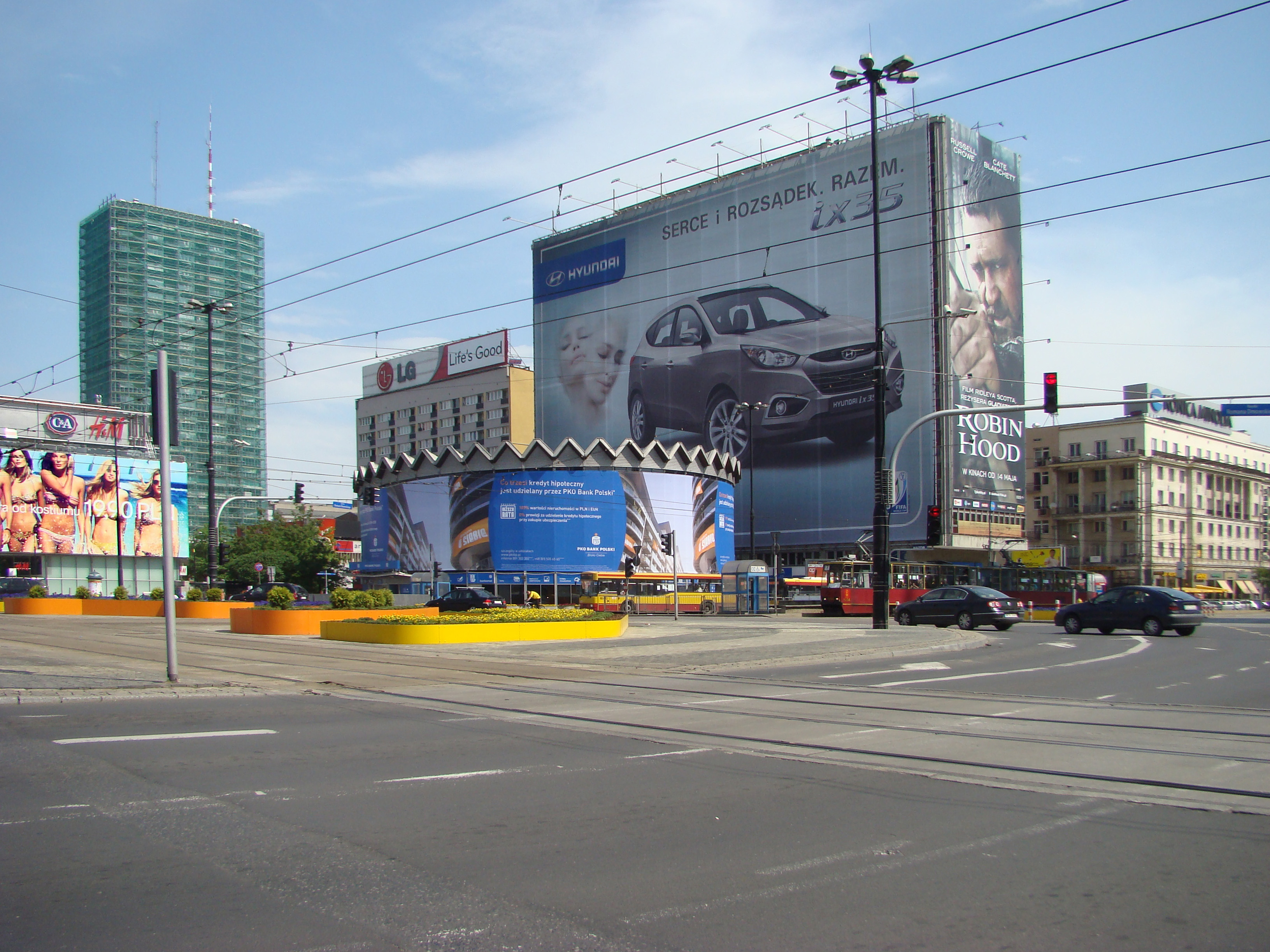
Rondo Romana Dmowskiego
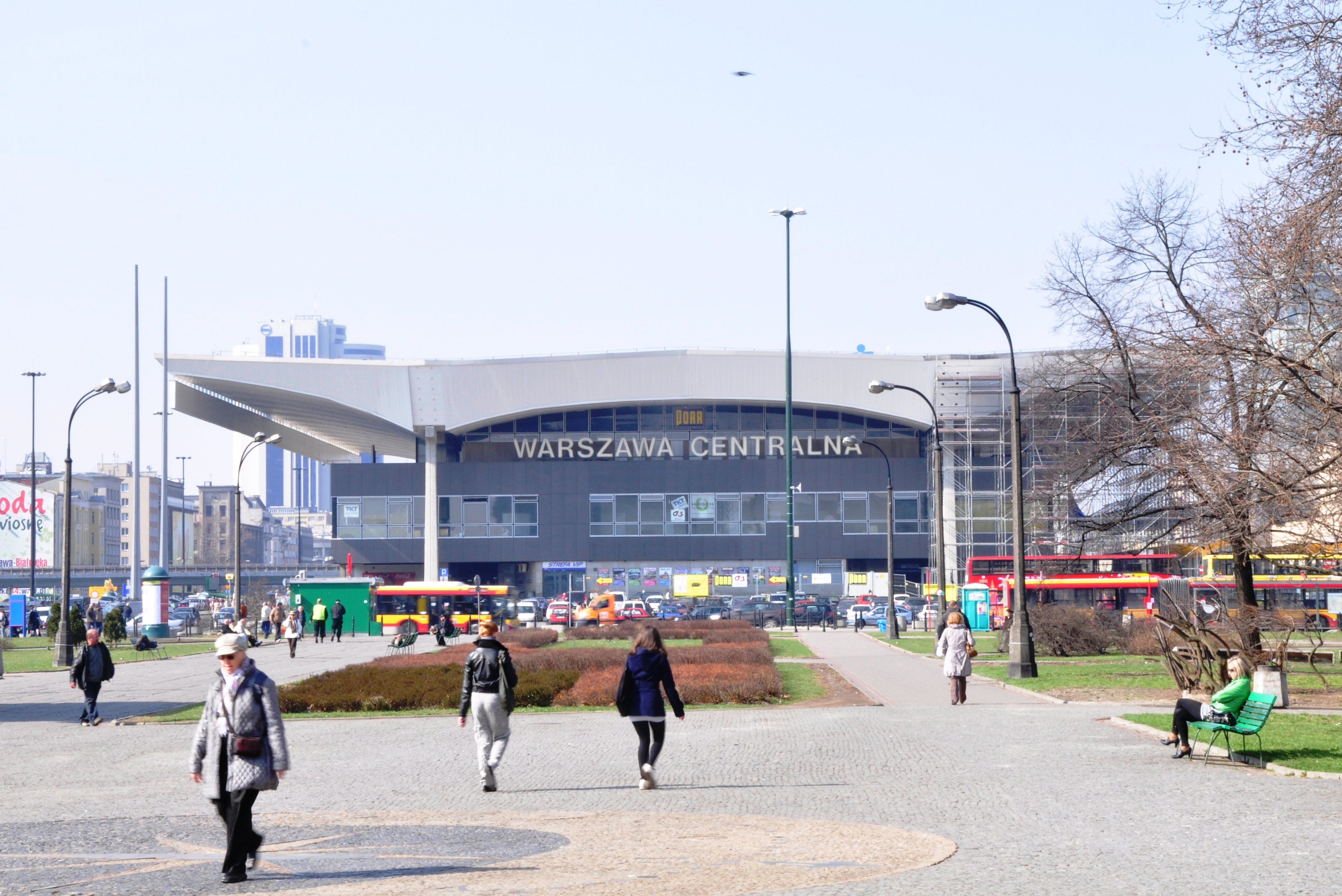
Gare centrale
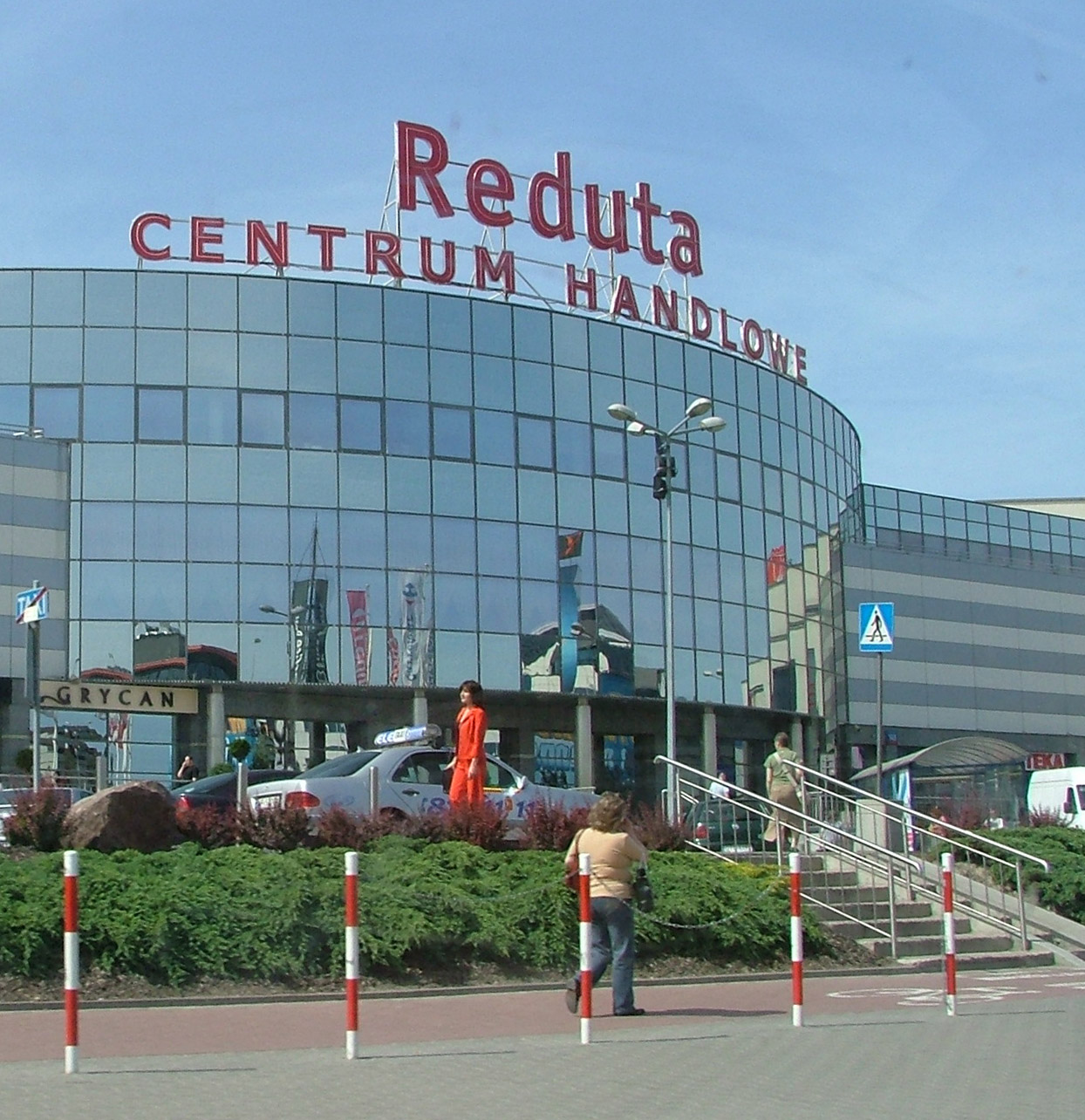
Atrium Reduta
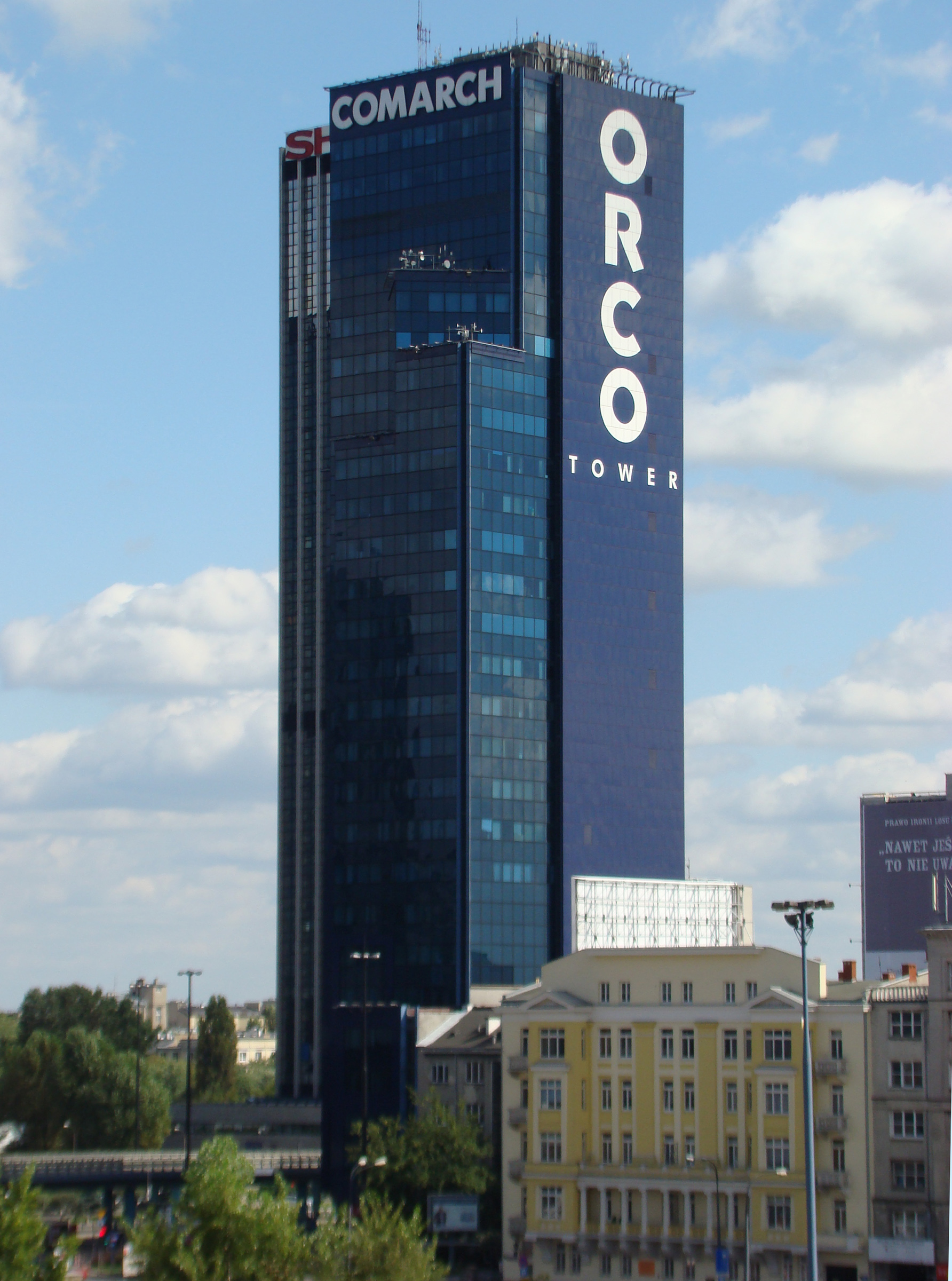
Tour Orco
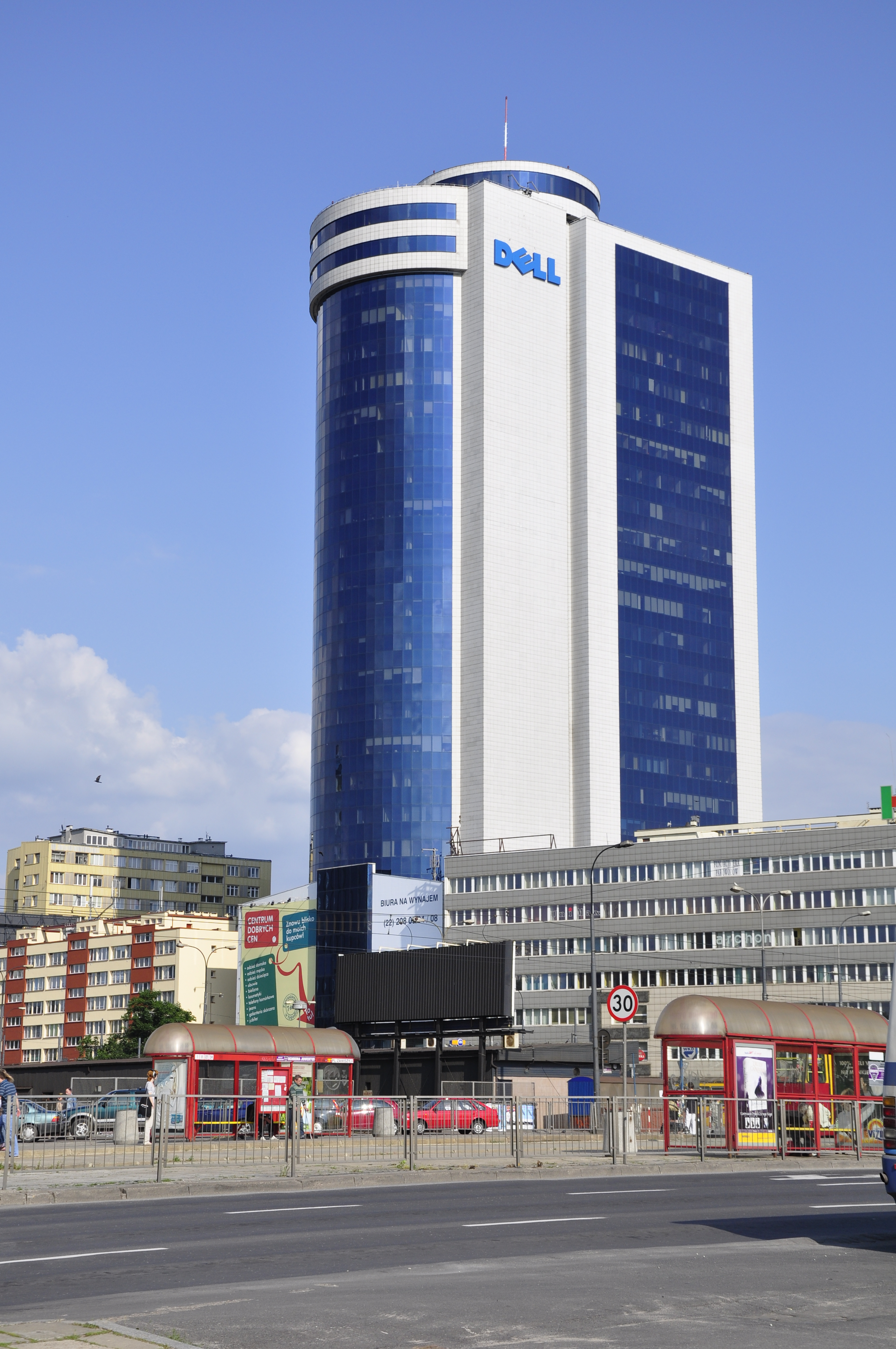
Millennium Plaza
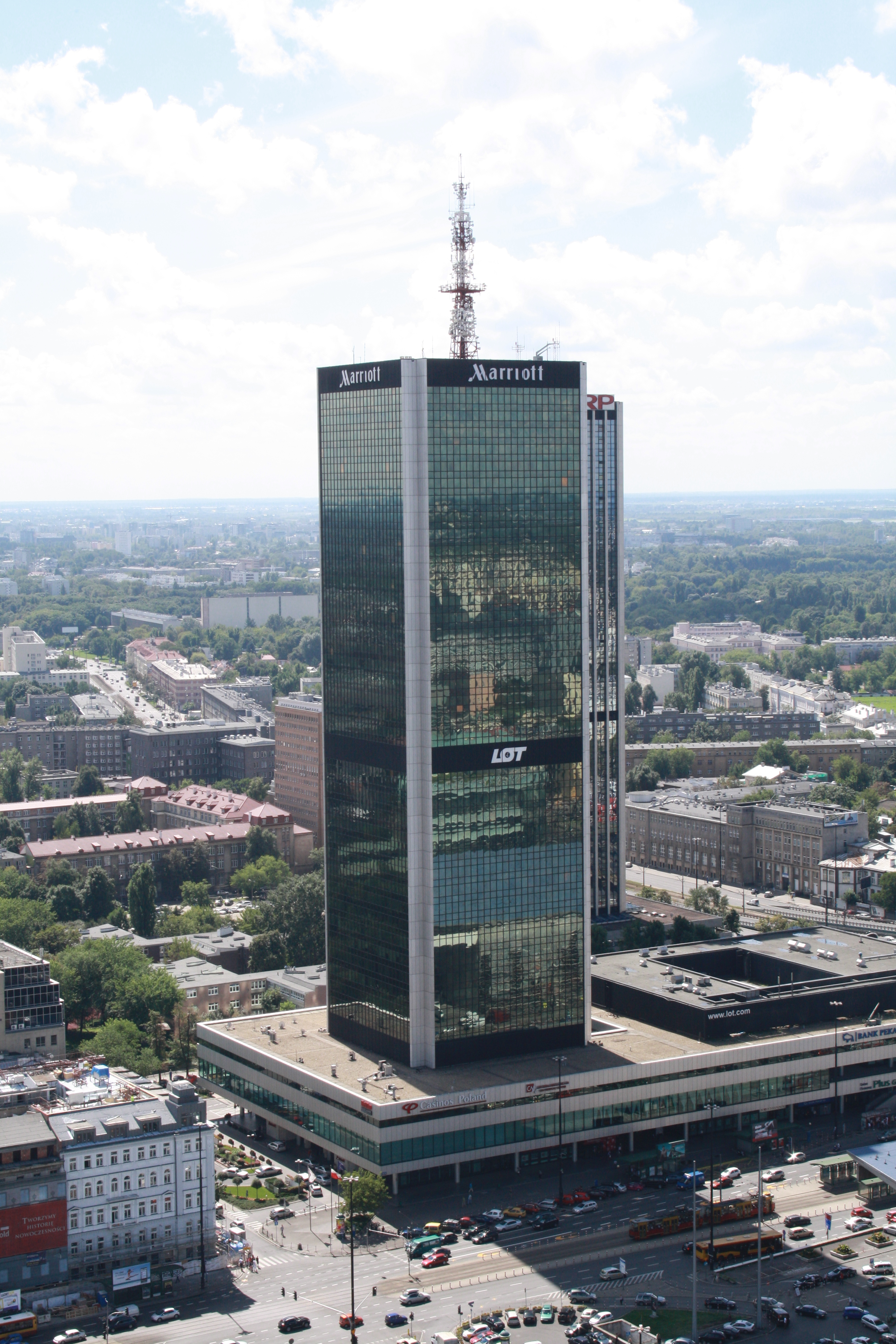
Centrum LIM
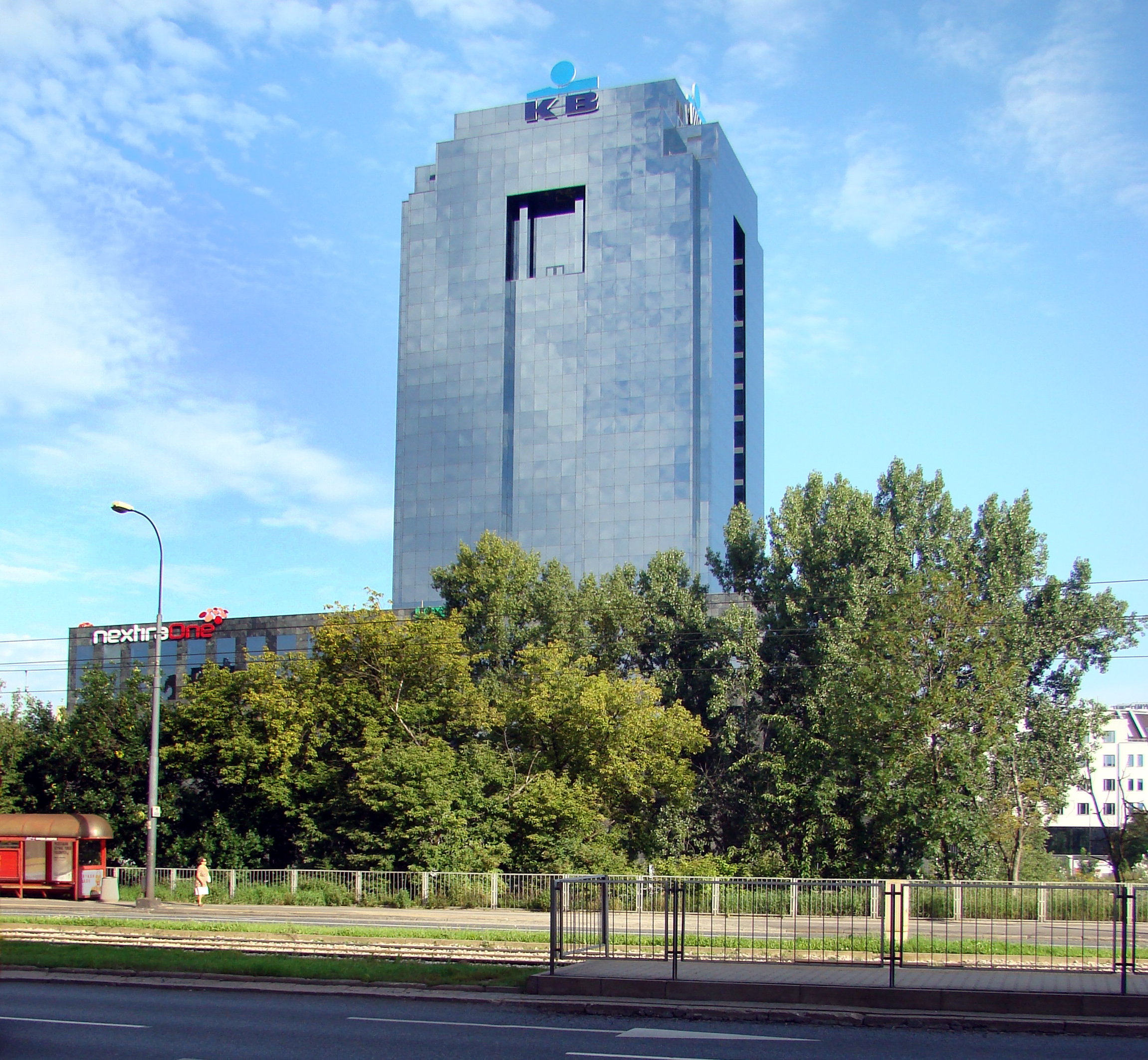
Tour Warta
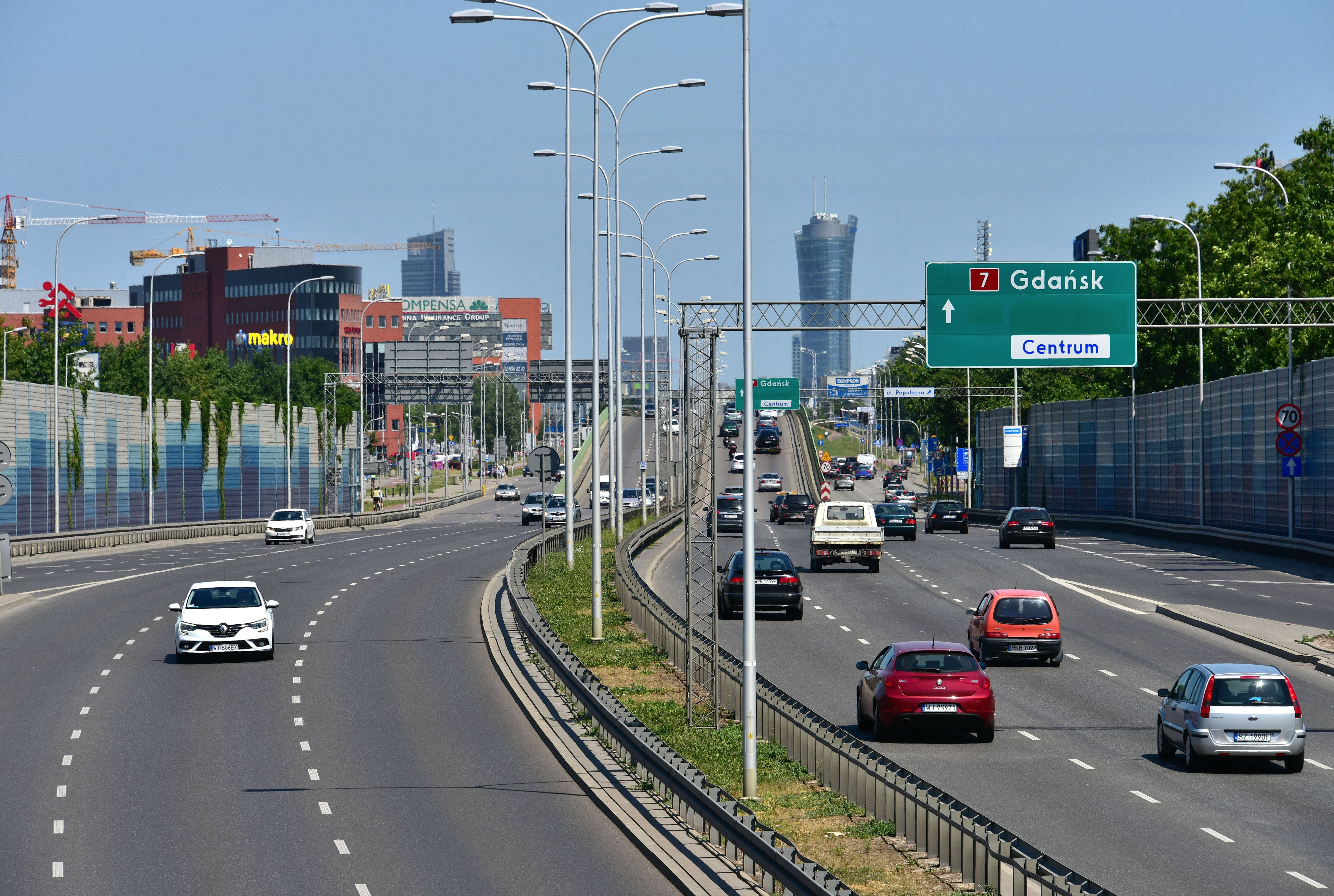
Aleje Jerozolimskie, vue vers le nord
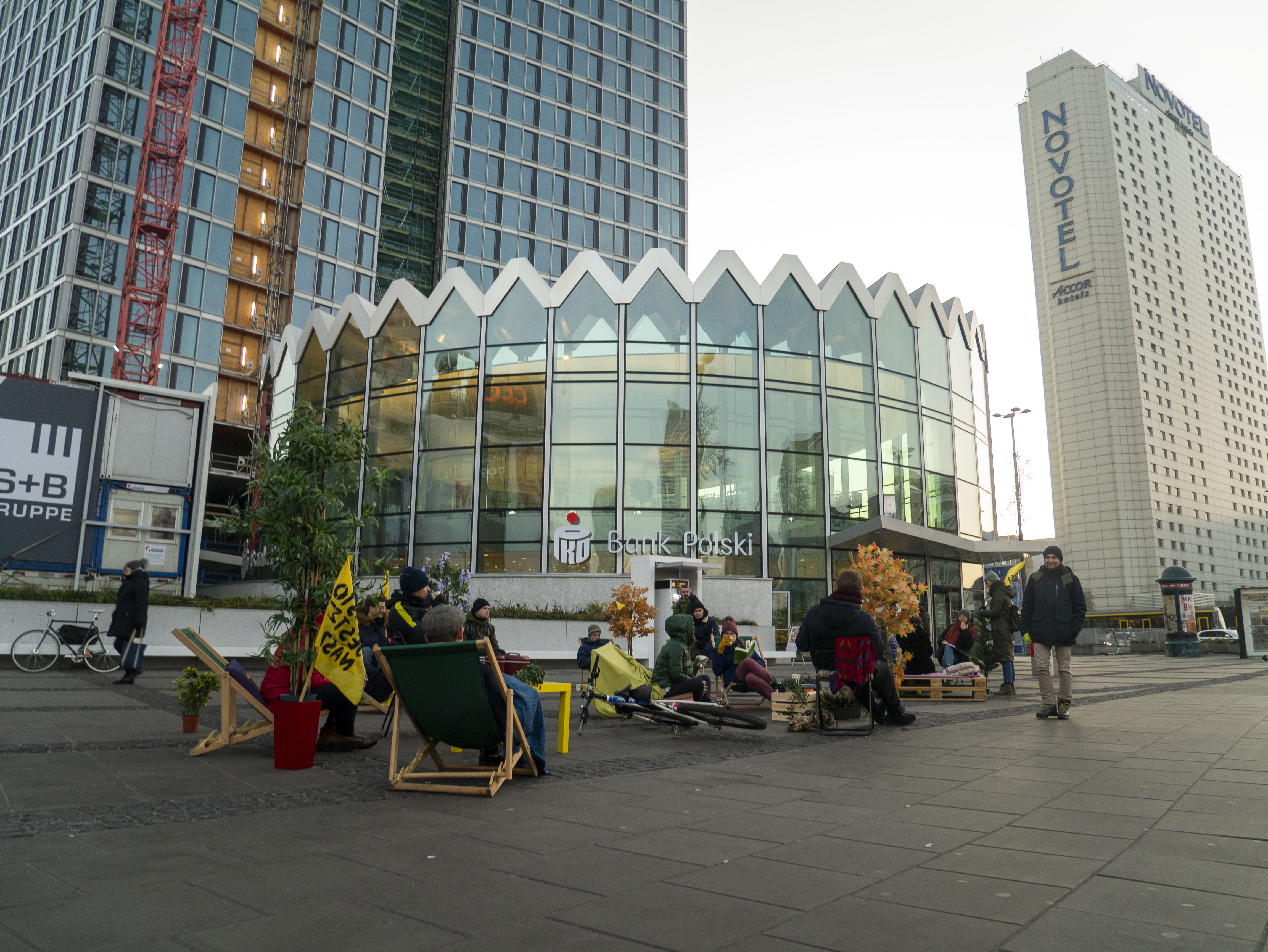
Rotunda PKO

## Sources
- (pl) Cet article est partiellement ou en totalité issu de l’article de Wikipédia en polonais intitulé « Aleje Jerozolimskie w Warszawie » (voir la liste des auteurs).